# Fritz Dietz (Wirtschaftsfunktionär)
Fritz Dietz (* 15. August 1909 in Frankfurt am Main; † 21. Mai 1984), eigentlich Joachim Ernst Dietz war ein deutscher Kaufmann und mehrfacher Wirtschaftsfunktionär, sowie hauptsächlicher Mitinitiator zum Wiederaufbau der Alten Oper in Frankfurt am Main.

## Werdegang

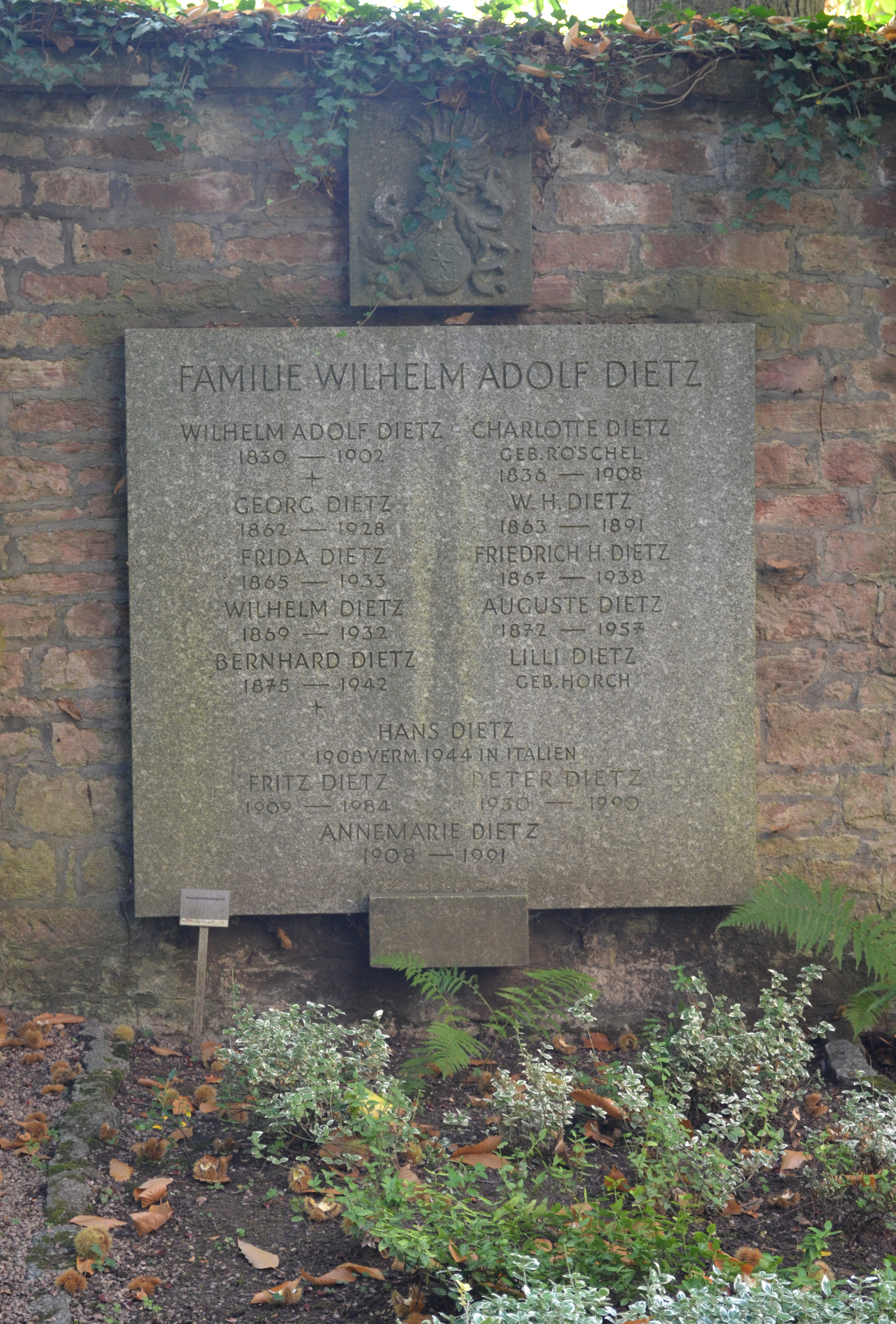
Grab von Fritz Dietz auf dem Hauptfriedhof Frankfurt

Fritz Dietz absolvierte von 1928 bis 1930 eine Ausbildung zum Bankkaufmann und ging danach für ein Jahr in die USA. Zurück in Deutschland, stieg er in die elterliche Firma, ein 1857 gegründetes Handelshaus für Zuckerimport und Zuckerhandel, ein. 1942 übernahm er diese als Alleininhaber in dritter Generation.
Von 1946 bis 1948 war er Präsident des Hessischen Landesernährungsamtes und von 1952 bis 1977 Präsident des Bundesverbandes für Groß- und Außenhandel.
Von 1964 bis 1980 war er Präsident der IHK Frankfurt am Main.
Der erste Untersuchungsausschuss des Hessischen Landtags (eingesetzt am 9. Februar 1949) unter Vorsitz von Ernst Landgrebe hatte den Auftrag der Nachprüfung der Geschäftsführung des ehemaligen Präsidenten des Landesernährungsamtes, Fritz Dietz.
Dietz war Präsident der Deutschen Olympischen Gesellschaft und jahrzehntelang Vorsitzender des SC Frankfurt 1880.

## Ehrungen
- 1968: Großes Verdienstkreuz mit Stern der Bundesrepublik Deutschland.[3]
- 1974: Großes Verdienstkreuz mit Stern und Schulterband der Bundesrepublik Deutschland

## Schriften
- Aus Reden und Schriften. Industrie- und Handelskammer, Frankfurt am Main 1969.
- Aus Reden und Schriften II. Industrie- und Handelskammer, Frankfurt am Main 1974.